# Blepharoctenucha virescens
Blepharoctenucha virescens är en fjärilsart som beskrevs av Butler 1880. Blepharoctenucha virescens ingår i släktet Blepharoctenucha och familjen mätare. Inga underarter finns listade i Catalogue of Life.